# Åskholm och Södra Granö
Åskholm och Södra Granö är en ö i Åland (Finland). Den ligger i Skärgårdshavet och i kommunerna Vårdö och Sund i landskapet Åland, i den sydvästra delen av landet. Ön ligger omkring 25 kilometer nordöst om Mariehamn och omkring 260 kilometer väster om Helsingfors.
Öns area är 1,39 kvadratkilometer och dess största längd är 2,3 kilometer i nord-sydlig riktning.
Runt Åskholm är det mycket glesbefolkat, med 5 invånare per kvadratkilometer. Inlandsklimat råder i trakten. Årsmedeltemperaturen i trakten är 4 °C. Den varmaste månaden är juli, då medeltemperaturen är 18 °C, och den kallaste är januari, med −8 °C.